# Arhiducesa Maria Josepha a Austriei
Arhiducesa Maria Josepha de Austria (Maria Josepha Gabriela Johanna Antonia Anna; 19 martie 1751 – 15 octombrie 1767). A fost al doisprezecelea copil al împăratului Francisc I și a împărătesei Maria Tereza a Austriei. A murit de variolă la vârsta de 16 ani.

## Biografie

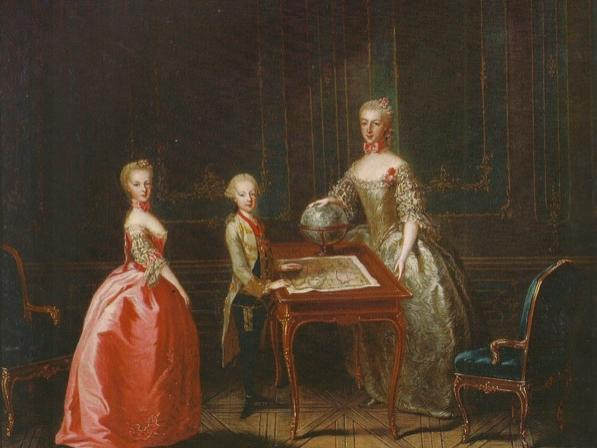
Arhiducesa Maria Josepha, Arhiducele Ferdinand și Arhiducesa Maria Amalia, de Martin van Meytens, 1763.

Născută la 19 martie 1751, Maria Josepha a fost a noua fiică a lui Francis I și a Mariei Tereza. După decesul cumnatei sale, Prințesa Isabela de Parma, Maria Josepha a deținut rolul feminin cel mai important de la curte după mama ei, nepoata ei Maria Tereze și sora ei Maria Amalia. Și-a pierdut poziția în mai 1767 când fratele ei mai mare arhiducele Iosif s-a recăsătorit cu Maria Josepha de Bavaria.
Împărăteasa Maria Tereza a vrut să o căsătorească pe Arhiducesa Maria Amalia cu Ferdinand I al celor Două Sicilii din motive politice. După ce tatăl lui Ferdinand, Carol al III-lea al Spaniei, a obiectat din cauza diferenței de 5 ani dintre potențialii miri (Maria Amalia era cu 5 ani mai mare decât Ferdinand), următoarea fiică nemăritată era Maria Josepha și a a fost candidada pentru Ferdinand. Ea și Ferdinand erau de aceeași vârstă, Maria Josepha era considerată "fermecătoare" și era sora favorită a fratelui ei Iosif.
Maria Josepha a murit de variolă chiar când trebuia să părăsească Viena pentru a se căsători cu Ferdinand. Credința populară susține că ea s-a îmbolnăvit din cauza mamei sale care a insistat să meargă și să se roage la mormântul cumnatei sale care murise recent de această boală. Cu toate acestea, din moment ce erupțiile cutanate au apărut la două zile după ce Maria Josepha a vizitat bolta, și este nevoie de cel puțin o săptămână pentru ca erupțiile variolei să apară după ce o persoana este infectată, arhiducesa trebuie să fi fost infectată înainte de a vizita mormântul.
A fost înmormântată în cripta imperială din Viena. După decesul ei, sora sa mai mică, Maria Carolina, s-a căsătorit cu Ferdinand.